# Рут Чепнгетич
Рут Чепнгетич (енгл. Ruth Chepng'etich или енгл. Ruth Chepngetich; 8. август 1994.) је кенијска атлетичарка која се такмичи у маратону и тркама на дугим стазама. Била је светска шампионка у маратону 2019. Чепнгетич је два пута победила на Чикашком маратону: 2021. и 2022. Њен лични рекорд у маратону је други на светској листи свих времена, а у полумаратону трећи.

## Каријера
2018. Рут Чепнгетич је победила на 40. Истанбулском маратону. Трчала је 2:18:35, са пролазним временима од 31:59 – 10 км, 48:15 – 15 км, 1:08:22 – Полумаратон, 1:37:42 – 30 км. Овом трком Чепнгетич је постала 10. атлетичарка која је истрчала маратон испод 2:19 и 30. која је истрчала испод 2:20.

### 2019
На 20. Дубаи маратону Чепнгетич је славила победу у рекордном времену стазе од 2 сата, 17 минута и 8 секунди.
Чепнгетич  је 2019. истрчала 12. најбржи полумаратон свих времена на Истанбулскм полумаратону са временом од 65 минута и 30 секунди.
28. септембра 2019. победила је у маратону на Светском првенству у Дохи са временом 2:32,43. Само 40 маратонки од 68 колико их је стартовало је завршило трку у Дохи.

### 2020–21
4. октобра освојила је треће место на Лондонском маратону.
Дана 4. априла 2021, Чепнгетич је поставла светски рекорд у полумаратону од 1:04:02 на Истанбулском полумаратону.
Она је 10. октобра 2021. победила на Чикашком маратону са временом 2:22:31.

### 2022 – данас
13. марта 2022. Чепнгетич је победила на маратону у Нагоји у Јапану где су трчале искључиво жене. Истрчала је маратонску стазу од 42 километра и 195 метара за 2:17:18 и освојила 250.000 долара, што је била највећа званична награда у професионалном трчању до тог тренутка.
9. октобра 2022. Чепнгетич је успешно одбранила титулу на Чикашком маратону са временом 2:14:18, што је њен лични рекорд. Победом је постала прва жена у историји која је на три одвојена маратона трчала брже од 2:18.

## Достигнућа

### Лични рекорди
| Трка                      | Време    | Место                       | Датум           |
| ------------------------- | -------- | --------------------------- | --------------- |
| 5000 метара на стадиону   | 15:26.70 | Најроби, Кенија             | 9. април 2022   |
| 10.000 метара на стадиону | 31:47.9  | Најроби, Кенија             | 26. април 2022  |
| 10 км на друму            | 30:29    | Манчестер, Велика Британија | 22. мај 2022    |
| Полумаратон               | 1:04:02  | Истанбул, Турска            | 4. април 2021   |
| Маратон                   | 2:14:18  | Чикаго, САД                 | 9. октобар 2022 |

### Међународна такмичења
| Година      | Такмичење                        | Место                            | Позиција | Дисциплина  | Резултат | Белешка |
| Маратон     | Маратон                          | Маратон                          | Маратон  | Маратон     | Маратон  |         |
| ----------- | -------------------------------- | -------------------------------- | -------- | ----------- | -------- | ------- |
| 2017        | Водафон маратон Истанбул         | Истанбул, Турска                 | 1        | Маратон     | 2:22:36  |         |
| 2018        | Паришки маратон                  | Париз, Француска                 | 2.       | Маратон     | 2:22:59  |         |
| 2018        | Водафон маратон Истанбул         | Истанбул, Турска                 | 1.       | Маратон     | 2:18:35  |         |
| 2019        | Маратон Дубаи                    | Дубаи, Уједињени Арапски Емирати | 1.       | Маратон     | 2:17:08  |         |
| 2019        | Светско првенство                | Доха, Катар                      | 1.       | Маратон     | 2:32:43  |         |
| 2020        | Лондонски маратон                | Лондон, Уједињено Краљевство     | 3.       | Маратон     | 2:22:05  |         |
| 2021        | Олимпијске игре                  | Сапоро, Јапан                    | –        | Маратон     | Одустала |         |
| 2021        | Чикашки маратон                  | Чикаго, САД                      | 1.       | Маратон     | 2:22:31  |         |
| 2022        | Женски маратон у Нагоји          | Нагоја, Јапан                    | 1.       | Маратон     | 2:17:18  |         |
| 2022        | Светско првенство                | Јуџин, САД                       | –        | Маратон     | Одустала |         |
| 2022        | Чикашки маратон                  | Чикаго, САД                      | 1.       | Маратон     | 2:14:18  |         |
| 2023        | Женски маратон у Нагоји          | Нагоја, Јапан                    | 1.       | Маратон     | 2:18:08  |         |
| Полумаратон |                                  |                                  |          |             |          |         |
| 2016        | Полумаратон у Рабату             | Рабат, Мароко                    | 4.       | Полумаратон | 1:11:33  |         |
| 2016        | Полумаратон у Најробију          | Најроби, Кенија                  | 2.       | Полумаратон | 1:14:13  |         |
| 2017        | Полумаратон у Адани              | Адана, Турска                    | 1.       | Полумаратон | 1:09:06  |         |
| 2017        | Паришки полумаратон              | Париз, Француска                 | 1.       | Полумаратон | 1:08:08  |         |
| 2017        | Страмилано                       | Милано, Италија                  | 1.       | Полумаратон | 1:07:42  |         |
| 2017        | Водафон полумаратон Истанбул     | Истанбул, Турска                 | 1.       | Полумаратон | 1:06:19  |         |
| 2017        | Полумаратон у Боготи             | Богота, Колумбија                | 3.       | Полумаратон | 1:13:57  |         |
| 2017        | Рокенрол полумаратон             | Лисабон, Португалија             | 4.       | Полумаратон | 1:10:33  |         |
| 2018        | Светско првенство у полумаратону | Валенсија, Шпанија               | 13.      | Полумаратон | 1:09:12  |         |
| 2018        | Полумаратон у Копенхагену        | Копенхаген, Данска               | 5.       | Полумаратон | 1:07:02  |         |
| 2019        | Ноћни полумаратон у Бахреину     | Манама, Бахреин                  | 2.       | Полумаратон | 1:06:09  |         |
| 2019        | Водафон полумаратон Истанбул     | Истанбул, Турска                 | 1.       | Полумаратон | 1:05:30  |         |
| 2019        | Гифу Сеијру полумаратон          | Гифу, Јапан                      | 1.       | Полумаратон | 1:06:06  |         |
| 2019        | Полумаратон у Боготи             | Богота, Колумбија                | 1.       | Полумаратон | 1:10:39  |         |
| 2020        | Полумаратон у Њу Делхију         | Њу Делхи, Индија                 | 2.       | Полумаратон | 1:05:06  |         |
| 2021        | Водафон полумаратон Истанбул     | Истанбул, Турска                 | 1.       | Полумаратон | 1:04:02  |         |